# Индуизм в Гане
Индуизм пришёл в Гану из Индии вместе с переселенцами синдхи, покинувшими свою родину после раздела Британской Индии в 1947 году. По данным Би-би-си, индуизм является самой быстрорастущей религией в Гане. Согласно индийскому журналу Tehelka, в 2009 году в стране насчитывалось около 12 500 индуистов, 10 000 из которых были африканского этнического происхождения. Индуизм представлен в стране двумя религиозными организациями: Международным обществом сознания Кришны (ИСККОН) и Индуистским монастырём Ганы — организацией, основанной и возглавляемой Свами Гананандой. Также имеются последователи Сатья Саи Бабы и Миссии божественного света.

## Индуистский монастырь Ганы
Свами Ганананда основал в стране 5 индуистских храмов, первый из них — в 1975 году.

## Международное общество сознания Кришны в Гане
Первые кришнаитские проповедники появились в Гане в 1981 году.